# Trigonophora flammea
Trigonophora flammea is een nachtvlindersoort uit de familie van de uilen (Noctuidae).
De spanwijdte is 44 tot 52 millimeter. De vlinder vliegt in oktober en november. De jonge rups voedt zich met boterbloem, later stapt hij over op Fraxinus en liguster (Ligustrum).
De soort komt voor in Zuid-Europa. 